# توم لوغان
توم لوغان (بالإنجليزية: Tom Logan)‏ هو مخرج أمريكي، ولد في 7 سبتمبر 1953 في شريفبورت في الولايات المتحدة.

## وصلات خارجية
- توم لوغان على موقع IMDb (الإنجليزية)
- توم لوغان على موقع ألو سيني (الفرنسية)
- توم لوغان على موقع أول موفي (الإنجليزية)
- توم لوغان على موقع قاعدة بيانات الفيلم (الإنجليزية)
- توم لوغان على موقع كينوبويسك (الروسية)